# الکساندر آلفونسو
الکساندر آلفونسو (فرانسوی: Alexandre Alphonse‎؛ زادهٔ ۱۷ ژوئن ۱۹۸۲) بازیکن فوتبال اهل فرانسه است.

## باشگاهی
از باشگاه‌هایی که در آن بازی کرده‌است می‌توان به باشگاه فوتبال استاد برستوا ۲۹، باشگاه فوتبال لشو دو فوند، و باشگاه فوتبال زوریخ اشاره کرد.

## تیم ملی
وی همچنین در تیم ملی فوتبال گوادلوپ بازی کرده‌است.